# 인이어 모니터

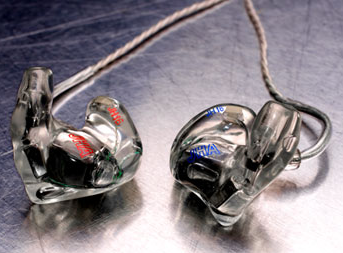
JH Audio JH16 Pro IEM

인이어 모니터(영어: in-ear monitor, IEM) 또는 간단히 인이어(in-ear) 음악가, 오디오 엔지니어, 음향 애호가가 음악을 듣거나 라이브 공연 또는 녹음 스튜디오 믹싱을 위한 보컬 및 무대 악기의 음향을 듣는 데 사용하는 장치다. 또한 텔레비전 진행자는 진행자만 들을 수 있는 음성 지침이나 정보, 프로듀서로부터 긴급 발표를 수신하는 데 사용된다. 편안함을 제공하고 주변 환경으로부터 높은 수준의 소음 감소를 제공하기 위해 개인의 귀에 맞춤 제작되는 경우가 많다. 라이브 음악 연주 도구로서의 기원은 1980년대 중반으로 거슬러 올라간다.

## 같이 보기
- 스튜디오 모니터